# Павловські Кінці
Павловські Кінці (рос. Павловские Концы) — присілок Бокситогорського району Ленінградської області Росії. Входить до складу Великодвірського сільського поселення.
Населення — 27 осіб (2012 рік). 